# Isabelle Abran
Isabelle Abran (* 3. Mai 1989) ist eine kanadische Biathletin.
Isabelle Abran startet für Courcelette Équipe du Québec und wird von Pierre Pépin trainiert. Ihren ersten Einsatz bei einem internationalen Großereignis hatte die Kanadierin bei den Nordamerikameisterschaften 2009 in Valcartier, wo sie gemeinsam mit François und Maxime Leboeuf als Kanada Quebec 2-Mixed-Staffel Neunte wurde. Es waren zugleich die Kanadischen Meisterschaften, in dieser Wertung wurde sie Viertplatzierte. 2010 startete sie in Torsby bei den Junioren-Weltmeisterschaften und belegte dort die Plätze 56 im Einzel, 60 im Sprint und 58 in der Verfolgung. Seit der Saison 2010/11 nimmt Abran auch erfolgreich am Biathlon-NorAm-Cup teil. In Jericho konnte sie in einem Verfolgungsrennen erstmals hinter Claude Godbout Zweite werden und damit zum ersten Mal auf das Podium laufen. Bei einem weiteren Sprint platzierte sich Katrina Howe vor ihr und Abran belegte den zweiten Rang. Auch in La Patrie wurde die Kanadierin in einem Sprint und einer Verfolgung hinter Godbout Zweite.